# L'Étang-Bertrand
L'Étang-Bertrand è un comune francese di 360 abitanti situato nel dipartimento della Manica nella regione della Normandia.

## Società

### Evoluzione demografica
Abitanti censiti